# 심청 (김유정의 소설)
<심청>은  김유정의 소설이다.

## 줄거리
주인공 ‘그’는 세련되고 발전한 서울에 사는 거지들을 못마땅해 하는데 길거리에서 거지를 만나자 쫓아버린다. 또 길거리에서 졸고 있는 열댓 살 즈음의 거지를 만났는데, 저 멀리 학교 동창인 순사가 오는 것을 보고 쫓아줄 것을 기다린다. 순사가 거지를 발로 차며 쫓아낸 후 ‘그’는 순사와 짧은 대화를 나누고 예수를 믿는 순사가 거지를 쫓아준 것에 감사드리며 주님께 기도드린다.